# Asociación Nacional de Hockey en Hielo y en Línea
Die Asociación Nacional de Hockey en Hielo y en Línea (Nationaler Eis- und Inlinehockeyverband) ist der nationale Eishockeyverband Chiles. 

## Geschichte
Der Verband wurde 2000 in die Internationale Eishockey-Föderation aufgenommen. Der Verband gehört zu den angeschlossenen Mitgliedern der IIHF, die bislang ausschließlich Inlinehockey organisieren und hat daher auf deren Vollversammlung kein Stimmrecht. Aktueller Präsident ist Nicolas Gomez Bermeosolo (2012).  